# トランス・アーツ
株式会社トランス・アーツ（英: TRANS ARTS）は、かつて存在した日本のアニメ制作会社。

## 沿革
創業者で代表取締役の黒木衛（くろき まもる）はコマーシャルの撮影マン出身で、1965年にタツノコプロのテレビアニメ『宇宙エース』の撮影を経験したことからアニメ業界入りし、2年後の1967年にアニメーションの撮影会社としてのトランス・アーツを弟の黒木敬七と共同で設立した。翌年1968年の東京テレビ動画社制作のテレビアニメ『夕やけ番長』の撮影を担当してからは、タツノコプロと東京ムービーの作品を数多く手がけた。
日本アニメーションの設立後間もなく主要取引先とし、同社スタジオに分室を置いて撮影業務を一手に引き受けた。やがて制作会社としての陣容を整え、演出・作画・仕上スタッフを抱えるようになり、グロス請けを開始した。日本アニメーション制作のテレビアニメ『トッポ・ジージョ』、『ジャングルブック・少年モーグリ』、『ピグマリオ』、『燃えろ!トップストライカー』、『ママはぽよぽよザウルスがお好き』などではシリーズ単位の制作協力を行うまでになった。
2000年以降に日本アニメーションの元請作品が減少してからはProduction I.Gとの関係を深め、同社からグロス請けしたり、逆に当社が手掛けていた『テニスの王子様』『韋駄天翔』などに同社がシリーズ単位で制作協力を行うようになった。
関連会社には「ハートフィールド」「宮崎アニメーションスタジオ」「バリ・マーサ」などがあったが、いずれも破産前に解散している。
2012年4月11日付官報によると、同年3月30日17時に破産手続が開始された。本社のあった場所は破産後に建て替えられ、2016年現在は一般住宅となっている。また破産前に在籍していたスタッフによって制作会社「アドバンス石神井」「あーとぼっくす」がそれぞれ設立されている。

## 作品履歴

### テレビアニメ
| 開始年 | 放送期間         | タイトル                                            | 監督           | アニメーション プロデューサー | 原作       | 備考                                   |
| ------ | ---------------- | --------------------------------------------------- | -------------- | ----------------------------- | ---------- | -------------------------------------- |
| 1997年 | 10月 - 1998年3月 | アニメがんばれゴエモン                              | 谷田部勝義     | 今成英司 土屋貴彦             | ゲーム     |                                        |
| 1999年 | 4月 - 9月        | ゴクドーくん漫遊記                                  | 杉島邦久       | 森田俊昭                      | 小説       |                                        |
| 1999年 | 10月 - 2000年3月 | ジバクくん                                          | 鈴木行         | 菅野和人                      | 漫画       | 制作協力：スタジオ・ザイン             |
| 2000年 | 7月 - 2001年3月  | メダロット魂                                        | 荒川真嗣       | 森田俊昭                      | ゲーム     | アニメーション制作協力：Production I.G |
| 2001年 | 10月 - 2005年3月 | テニスの王子様                                      | 浜名孝行       | 菅野和人                      | 漫画       | アニメーション制作協力：Production I.G |
| 2003年 | 4月 - 9月        | FIRE STORM                                          | 寺田憲史       | N/A                           | オリジナル |                                        |
| 2004年 | 4月 - 2006年3月  | 超ぽじてぃぶ! ファイターズ                          | 白土武 →岸誠二 | 今成英司                      | オリジナル |                                        |
| 2005年 | 10月 - 2006年9月 | 韋駄天翔                                            | 浜名孝行       | N/A                           | 漫画       | 制作協力：Production I.G               |
| 2006年 | 7月 - 9月        | 内閣権力犯罪強制取締官 財前丈太郎                   | 大森英敏       | 今成英司                      | 漫画       |                                        |
| 2007年 | 4月 - 6月        | ウエルベールの物語 〜Sisters of Wellber〜           | 浜名孝行       | 森田俊昭 菅野和人             | オリジナル | 制作協力：Production I.G               |
| 2007年 | 10月 - 12月      | 天才? Dr.ハマックス                                 | 布施木一喜     | 小原辰也                      | オリジナル | 制作協力：Production I.G               |
| 2008年 | 1月 - 3月        | ウエルベールの物語 〜Sisters of Wellber〜（第二幕） | 浜名孝行       | 森田俊昭 菅野和人             | オリジナル | 制作協力：Production I.G               |
| 2009年 | 1月 - 12月       | 獣の奏者 エリン                                     | 浜名孝行       | 和田丈嗣                      | 小説       | 共同制作：Production I.G               |

### 劇場アニメ
| 公開年 | タイトル                                                      | 監督     | アニメーション プロデューサー | 原作 | 備考                                   |
| ------ | ------------------------------------------------------------- | -------- | ----------------------------- | ---- | -------------------------------------- |
| 2005年 | 劇場版 テニスの王子様 跡部からの贈り物 君に捧げるテニプリ祭り | 浜名孝行 | 菅野和人                      | 漫画 | アニメーション制作協力：Production I.G |
| 2009年 | チョコレート・アンダーグラウンド                              | 浜名孝行 | 森田俊昭 菅野和人             | 小説 | 共同制作：Production I.G               |
| 2010年 | ルー=ガルー                                                   | 藤咲淳一 | 鈴木哲史 菅野和人             | 小説 | 共同制作：Production I.G               |

### OVA
| 発売年 | タイトル                            | 監督     | アニメーション プロデューサー | 原作 | 備考                                       |
| ------ | ----------------------------------- | -------- | ----------------------------- | ---- | ------------------------------------------ |
| 2001年 | グッドモーニング・コール            | 浜名孝行 | 森田俊昭                      | 漫画 | アニメーション制作協力：プロダクション I.G |
| 2001年 | 時空異邦人KYOKO ちょこらにおまかせ! | 荒川眞嗣 | 森田俊昭                      | 漫画 | アニメーション制作協力：プロダクション I.G |

### Webアニメ
| 配信年 | タイトル | 監督     | アニメーション プロデューサー | 原作 |
| ------ | -------- | -------- | ----------------------------- | ---- |
| 2008年 | めぐみ   | 大森英敏 | 今成英司                      | 漫画 |

### 制作協力
- 若草のシャルロット（制作元請：日本アニメーション、制作協力、1977年 - 1978年）
- 大雪山の勇者 牙王（撮影、制作元請：日本アニメーション、制作協力、1978年）
- はいからさんが通る（制作元請：日本アニメーション、制作協力、1978年 - 1979年）
- おちゃめ神物語コロコロポロン（制作元請：国際映画社、各話制作協力、1982年 - 1983年）
- 戦え!超ロボット生命体トランスフォーマー (制作元請：東映動画、制作協力、1984年-1986年)
- マペット・ベイビーズ (制作元請：東映動画、制作協力、1984年-1986年)
- オーディーン 光子帆船スターライト（制作元請：ウエスト・ケープ・コーポレーション・東映動画、協力プロダクション、1985年）
- マシンロボ クロノスの大逆襲（制作元請：葦プロダクション、各話制作協力、1986年 - 1987年）
- マシンロボ ぶっちぎりバトルハッカーズ（制作元請：葦プロダクション、各話制作協力、1987年）
- スパイラルゾーン （制作元請：ビジュアル80・AKOM、各話制作協力、1987年)
- トランスフォーマー ザ☆ヘッドマスターズ（制作元請：東映動画、各話制作協力、1987年 - 1988年）
- 超音戦士ボーグマン（制作元請：葦プロダクション、各話制作協力、1988年）
- トッポ・ジージョ（制作元請：日本アニメーション、制作協力、1988年）
- 夢見るトッポ・ジージョ（制作元請：日本アニメーション、制作協力、1988年）
- ピグマリオ（制作元請：日本アニメーション、制作協力、1990年 - 1991年）
- クッキングパパ（制作元請：エイケン、各話制作協力、1992年 - 1995年）
- 愛と勇気のピッグガール とんでぶーりん（制作元請：日本アニメーション、各話制作協力、1994年 - 1995年）
- H2（制作元請：葦プロダクション、各話制作協力、1995年 - 1996年）
- ママはぽよぽよザウルスがお好き（制作元請：日本アニメーション、制作協力、1995年 - 1996年）
- 少女革命ウテナ（制作元請：J.C.STAFF、各話制作協力、1997年）
- それいけ!アンパンマン 虹のピラミッド（制作元請：トムス・エンタテイメント、制作協力、1997年）
- ビーストウォーズII 超生命体トランスフォーマー（制作元請：葦プロダクション、各話制作協力、1998年 - 1999年）
- ああっ女神さまっ 小っちゃいって事は便利だねっ（制作元請：オー・エル・エム、各話制作協力、1998年）
- それいけ!アンパンマン てのひらを太陽に（制作元請：トムス・エンタテイメント、制作協力、1998年）
- 彼氏彼女の事情（制作元請：J.C.STAFF・ガイナックス、各話制作協力、1998年 - 1999年）
- サクラ大戦TV（制作元請：マッドハウス、各話制作協力、2000年）
- 星のカービィ（制作元請：スタジオ・ザイン、各話制作協力、2001年）
- バンパイヤン・キッズ（制作元請：Production I.G、各話制作協力、2001年）
- あらしのよるに（制作元請：グループ・タック、撮影協力、2005年）
- 落語天女おゆい（制作元請：ティー・エヌ・ケー、各話制作協力、2006年）
- 京四郎と永遠の空（制作元請：ティー・エヌ・ケー、各話制作協力、2007年）
- Over Drive（制作元請：XEBEC、各話制作協力、2007年）
- ヒロイック・エイジ（制作元請：XEBEC、各話制作協力、2007年）
- スカイガールズ（制作元請：J.C.STAFF、各話制作協力、2007年）
- ef - a tale of memories.（制作元請：シャフト、各話制作協力、2007年）
- 神霊狩/GHOST HOUND（制作元請：Production I.G、各話制作協力、2007年 - 2008年）
- ペルソナ 〜トリニティ・ソウル〜（制作元請：A-1 Pictures、各話制作協力、2008年）
- H2O -FOOTPRINTS IN THE SAND-（制作元請：ZEXCS、各話制作協力、2008年）
- 図書館戦争（制作元請：Production I.G、各話制作協力、2008年）
- RD 潜脳調査室（制作元請：Production I.G、各話制作協力、2008年）
- ワールド・デストラクション 〜世界撲滅の六人〜 （制作元請：Production I.G、各話制作協力、2008年）
- ef - a tale of melodies.（制作元請：シャフト、各話制作協力、2008年）
- ミラクル☆トレイン〜大江戸線へようこそ〜（制作元請：ゆめ太カンパニー、各話制作協力、2009年）
- ささめきこと（制作元請：AIC、各話制作協力、2009年）
- 閃光のナイトレイド（制作元請：A-1 Pictures、各話制作協力、2010年）
- バトルスピリッツ ブレイヴ（制作元請：サンライズ、各話制作協力、2010年 - 2011年）
- そらのおとしものf（制作元請：AIC ASTA、各話制作協力、2010年）
- 豆富小僧（制作元請：ラピス、制作協力、2011年）
- 電波女と青春男（制作元請：シャフト、各話制作協力、2011年）
- 猫神やおよろず（制作元請：AIC PLUS+、各話制作協力、2011年）
- バトルスピリッツ 覇王（制作元請：サンライズ、各話制作協力、2011年）
- 未来日記（制作元請：アスリード、各話制作協力、2011年）
- Persona4 the ANIMATION（制作元請：AIC ASTA、各話制作協力、2011年）
- 劇場版 テニスの王子様 英国式庭球城決戦!（制作元請：Production I.G・M.S.C、パート制作協力、2011年）

## 関連人物
- 浜名孝行
- 布施木一喜
- 森義博
- 今成英司

- 森田俊昭
- 津村治彦
- 口羽毅